# City-Pier-City Loop 1996
De 22e editie van de City-Pier-City Loop vond plaats op zondag 31 maart 1996.
Winnaar bij de mannen werd de Keniaan Thomas Osano in 1:02.03. Op de finish had hij slechts één seconde voorsprong op de Italiaan Graziano Calvaresi. De Tanzaniaan Niima Tuluway maakte het podium compleet met een finishtijd van 1:02.10. Bij de vrouwen besliste de Estische Jane Salumäe de wedstrijd in haar voordeel door als eerste te finishen in 1:11.38.

## Uitslagen

### Mannen
| rang   | naam                | land | tijd    |
| ------ | ------------------- | ---- | ------- |
| Goud   | Thomas Osano        | KEN  | 1:02.03 |
| Zilver | Graziano Calvaresi  | ITA  | 1:02.04 |
| Brons  | Niima Tuluway       | TAN  | 1:02.10 |
| 4      | Marco Gielen        | NED  | 1:02.36 |
| 5      | Bigboy Goromonzi    | ZIM  | 1:02.42 |
| 6      | Ian Hudspith        | ENG  | 1:02.53 |
| 7      | Tekeye Gebrselassie | ETH  | 1:02.54 |
| 8      | Jacob Losian        | KEN  | 1:02.56 |
| 9      | Chaham El Maati     | MAR  | 1:02.57 |
| 10     | Jacek Kasprzyk      | POL  | 1:03.21 |
| 11     | Mohammed Baket      | PLE  | 1:03.34 |
| 12     | Emerson Iser-Bem    | BRA  | 1:03.55 |
| 13     | Severino Bernardini | ITA  | 1:04.06 |
| 14     | Ronny Ligneel       | BEL  | 1:04.07 |
| 15     | Steven Brooks       | ENG  | 1:04.08 |
| 16     | Barry Royden        | ENG  | 1:04.09 |
| 17     | Elias Rodrigues     | BRA  | 1:04.16 |
| 18     | René Godlieb        | NED  | 1:04.19 |

### Vrouwen
| rang   | naam                  | land | tijd    |
| ------ | --------------------- | ---- | ------- |
| Goud   | Jane Salumäe          | EST  | 1:11.38 |
| Zilver | Natalia Galushko      | BLR  | 1:12.21 |
| Brons  | Simona Staicu         | ROU  | 1:12.42 |
| 4      | Linda Milo            | BEL  | 1:12.43 |
| 5      | Anne van Schuppen     | NED  | 1:13.24 |
| 6      | Tuija Toivonen        | FIN  | 1:13.35 |
| 7      | Tatyana Polovinskaya  | UKR  | 1:14.02 |
| 8      | Natalya Sorokivaskaya | KAZ  | 1:14.31 |
| 9      | Daisy Hombergen       | NED  | 1:14.41 |
| 10     | Mieke Pullen          | NED  | 1:16.40 |
| 11     | Kristijna Loonen      | NED  | 1:17.16 |
| 12     | Elzbieta Jarosz       | POL  | 1:17.38 |
| 13     | Helle Vullings        | NED  | 1:18.20 |

1975 ·
1976 ·
1977 ·
1978 ·
1979 ·
1980 ·
1981 ·
1982 ·
1983 ·
1984 ·
1985 ·
1986 ·
1987 ·
1988 ·
1989 ·
1990 ·
1991 ·
1992 ·
1993 ·
1994 ·
1995 ·
1996 ·
1997 ·
1998 ·
1999 ·
2000 ·
2001 ·
2002 ·
2003 ·
2004 ·
2005 ·
2006 ·
2007 ·
2008 ·
2009 ·
2010 ·
2011 ·
2012 ·
2013 ·
2014 ·
2015 ·
2016 ·
2017 ·
2018 ·
2019 (afgelast) ·
2020 ·
2021 (afgelast) ·
2022 ·
2023 ·
2024